# Hemileius lineatus
Hemileius lineatus är en kvalsterart som först beskrevs av Balogh 1970.  Hemileius lineatus ingår i släktet Hemileius och familjen Hemileiidae. Inga underarter finns listade i Catalogue of Life.